# Iedereen is van de wereld
Iedereen is van de wereld is een single van The Scene uit 1990, afkomstig van het album Blauw.

## Hitpositie
De single werd destijds veel gedraaid op Radio 2 en Radio 3 en werd een radiohit. Vreemd genoeg bereikte de plaat de Nederlandse Top 40 niet, maar bleef steken in de Tipparade. Wél bereikte de plaat de 62e positie van de Nationale Top 100.
In augustus 1993, toen Iedereen is van de wereld opnieuw werd uitgebracht in een combiversie met Nieuwe laarzen (van een oude leest) van De Dijk, bereikte de plaat de 16e positie in de destijds nieuwe publieke hitlijst op Radio 3, de Mega Top 50. De plaat stond totaal 6 weken genoteerd.
In België werd de plaat wel regelmatig gedraaid op de radio, maar behaalde géén notering in zowel de Vlaamse Ultratop 50 als de Vlaamse Radio 2 Top 30.

### NPO Radio 2 Top 2000
| Nummer met noteringen in de NPO Radio 2 Top 2000 | '99 | '00 | '01 | '02 | '03 | '04 | '05 | '06 | '07  | '08 | '09 | '10 | '11 | '12 | '13 | '14 | '15 | '16 | '17 | '18 | '19 | '20 | '21 | '22 | '23 | '24 |
| ------------------------------------------------ | --- | --- | --- | --- | --- | --- | --- | --- | ---- | --- | --- | --- | --- | --- | --- | --- | --- | --- | --- | --- | --- | --- | --- | --- | --- | --- |
| Iedereen is van de wereld                        | 965 | 657 | 703 | 802 | 486 | 769 | 801 | 930 | 1178 | 818 | 856 | 828 | 877 | 919 | 832 | 165 | 64  | 92  | 142 | 211 | 222 | 235 | 235 | 246 | 261 | 282 |

1. ↑  Een vetgedrukt getal geeft de hoogste notering aan.

## Andere versies
- DI-RECT zong het samen met Thé Lau op De Vrienden van Amstel LIVE! in 2003.
- Gerardo Rosales, een Venezolaans percussionist die Nederland woont en werkt, maakte in 2008 een salsabewerking met zang van zijn toenmalige echtgenote.
- Ali B en Typhoon maakten in 2015 samen een nieuwe versie voor het tv-programma Ali B op volle toeren. Ook zongen ze het in de talkshow RTL Late Night.
- BLØF speelt het als afsluiter bij concerten met Papa Was a Rollin' Stone als intermezzo.
- In België werd het door 35 Vlaamse artiesten (inclusief Rick de Leeuw en Josje Huisman) opgenomen als campagnelied voor Kom op tegen Kanker.